# Ayeshteni
Ayeshteni è il quarto album in studio della cantante belga Natacha Atlas, pubblicato nel 2001.

## Tracce
1. Shubra – 5:40
2. I Put a Spell on You – 3:39
3. Ashwa – 6:00
4. Ayeshteni – 4:54
5. Soleil d'Égypte – 3:11
6. Ne me quitte pas – 4:27
7. Mish fadilak – 5:07
8. Rah – 6:17
9. Lelsama – 5:48
10. Fakrenha – 5:04
11. Manbai (Nitin Sawhney remix) – 7:47